# Ypiranga Clube
Pour les articles homonymes, voir Ypiranga.
Maillots
L'Ypiranga Clube est un club brésilien de football basé à Macapá dans l'État de l'Amapá.

## Palmarès
| Compétitions nationales | Compétitions régionales |
| ----------------------- | --- |
| - Néant                 | - Championnat de l'Amapá (10) : - Champion : 1976, 1992, 1994, 1997, 1999, 2002, 2003, 2004, 2018 et 2020 - Vice-champion : 2012 et 2019 - Championnat de l'Amapá de D2 (en) (2) : - Champion : 1964 et 1987 |